# Cheiracanthium punjabense
Cheiracanthium punjabense is een spinnensoort uit de familie Cheiracanthiidae.
De wetenschappelijke naam van de soort werd in 1980 gepubliceerd door Sadana & Bajaj.